# Джураш
Джураш, Джурай-русс або Дариураш (457—515) — правитель усіх гунських племен близько 477—515-х років, що мешкали на теренах сучасної України.
Його правління відбувалось після кагана Ернака, а після нього був князь Татра, близько 507 року.
У той час гуни та булгари, які прийняли їх, зазнавали утисків від кочових племен зі сходу. Батьку Джураша — кагану Баал-Цермеху вдалось об'єднати племена гунів та булгар та одружитися з донькою правителя масагетів, що дозволило відбити напади аварів та торків.
Старший син Баал-Цермеха Даріураш розширив кордони держави свого батька. Зимою 498—499 років він розбив візантійські війська й закріпився на лівому березі Дунаю. Таким чином він правив державою від Дунаю до Кримського півострова.
Після смерті Джураша правителем гунів, став його син Татра, що став відомим завдяки своїм походам проти Візантійської імперії 506—534 років.